# Polkappen des Mars

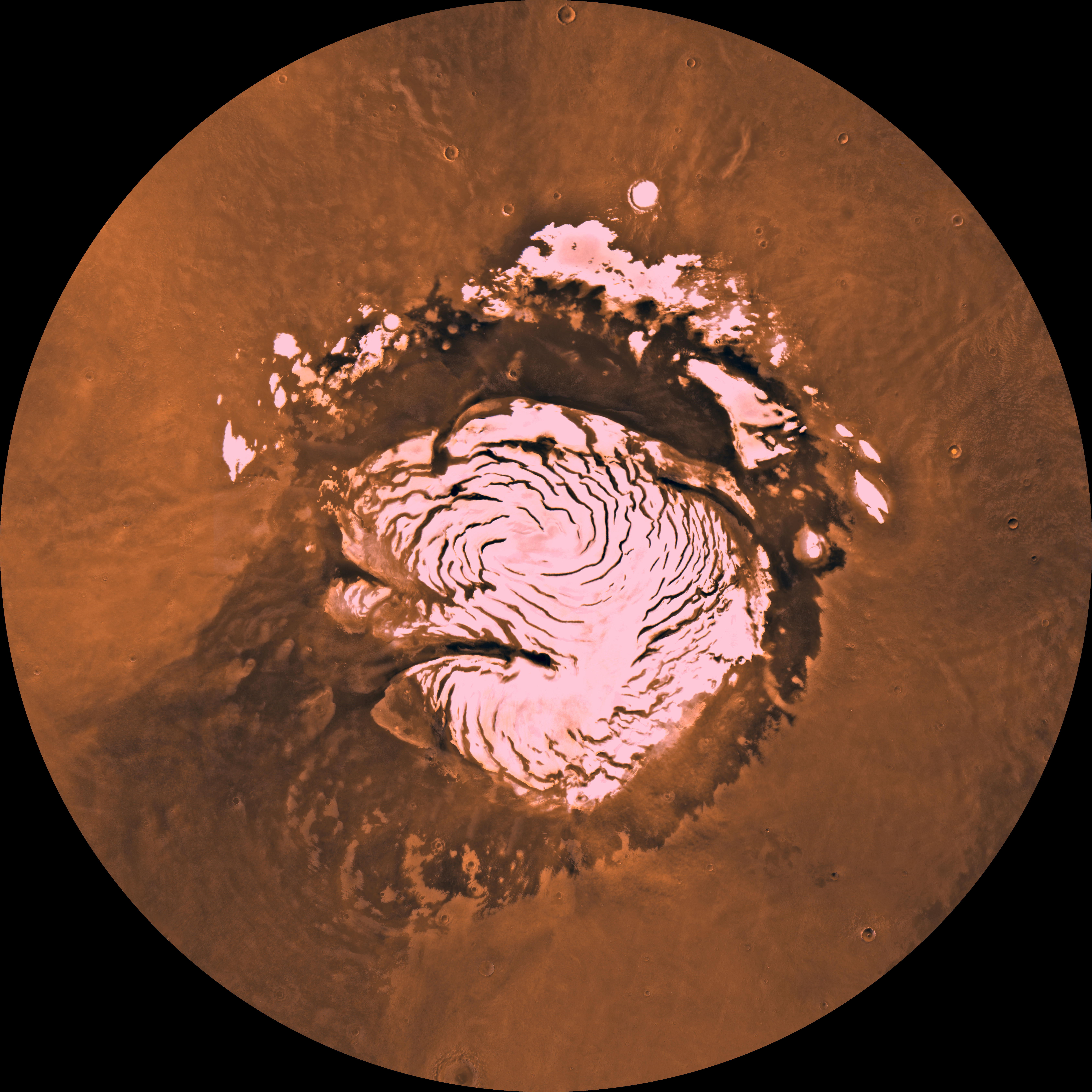
Nordpolarregion des Planeten Mars, aufgenommen in den späten 1970er Jahren von der Raumsonde Viking 1

Der Planet Mars besitzt an seinen beiden Polen auffällige, dauerhafte Eiskappen, die aus gefrorenem Kohlendioxid und Wassereis zusammengesetzt sind. Während der Wintersaison tauchen die Pole in vollständige Dunkelheit, die ein halbes Marsjahr (bzw. 343,5 Tage) andauert. Durch die extreme Kälte resublimieren 25–30 % des gasförmigen Kohlendioxids der dünnen Marsatmosphäre zu Trockeneis. Mit Rückkehr des Sonnenlichts im Sommerhalbjahr sublimiert das gefrorene CO2. Dabei entstehen enorme Windböen, die mit bis zu 400 km/h aus der Polregion herabwehen. Diese saisonbedingten Stürme erzeugen erdähnliche Frostbedingungen und transportieren sehr große Mengen an Staub und Wasserdampf. Durch die höhere Atmosphäre ziehen Cirruswolken. Im Jahr 2004 fotografierte der Rover Opportunity Wolken, die Wassereis enthielten.

## Geschichte
Mit seinem Teleskop entdeckte Christian Huygens die Polkappen des Mars im Jahr 1672. Friedrich Wilhelm Herschel beobachtete ab 1781 den Mars, dabei war ihm neben ihrer Veränderlichkeit die exzentrische Lage der Polkappen aufgefallen. Seit den 1960er Jahren ist bekannt, dass die jahreszeitlich sich verändernden Polkappen an ihrer Oberfläche aus Kohlendioxid bestehen. Kohlendioxid sublimiert während des polaren Winterhalbjahres bei Temperaturen unter 148 K (bzw. −125 °C). Infrarot-Messungen von Viking 2 bestätigen dann im Jahr 1976, dass zumindest die nördliche Polkappe aus Wassereis und Trockeneis aufgebaut ist.

## Nördliche Polkappe

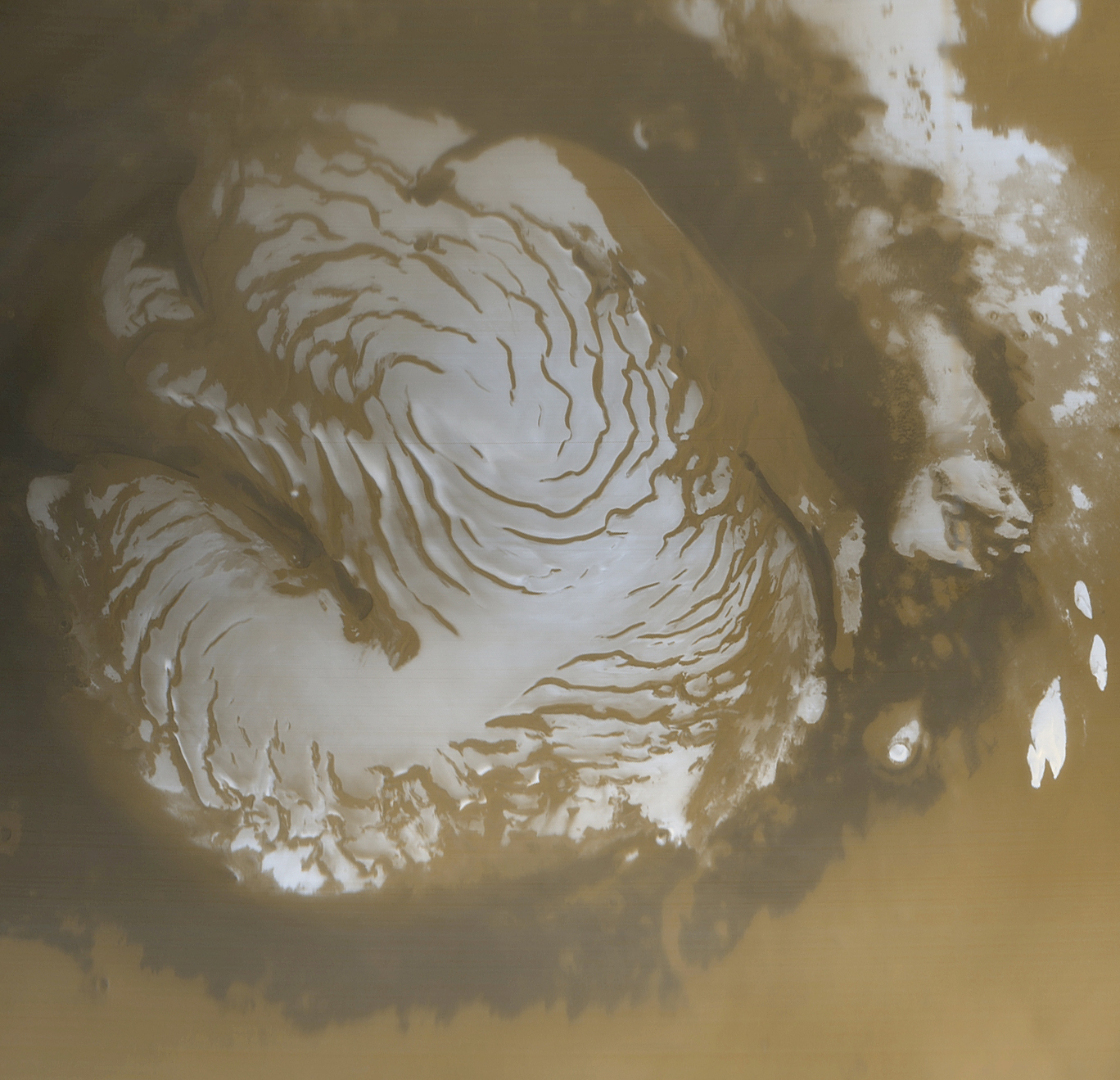
Die Nordpolkappe des Mars, aufgenommen von Mars Global Surveyor am 13. März 1999

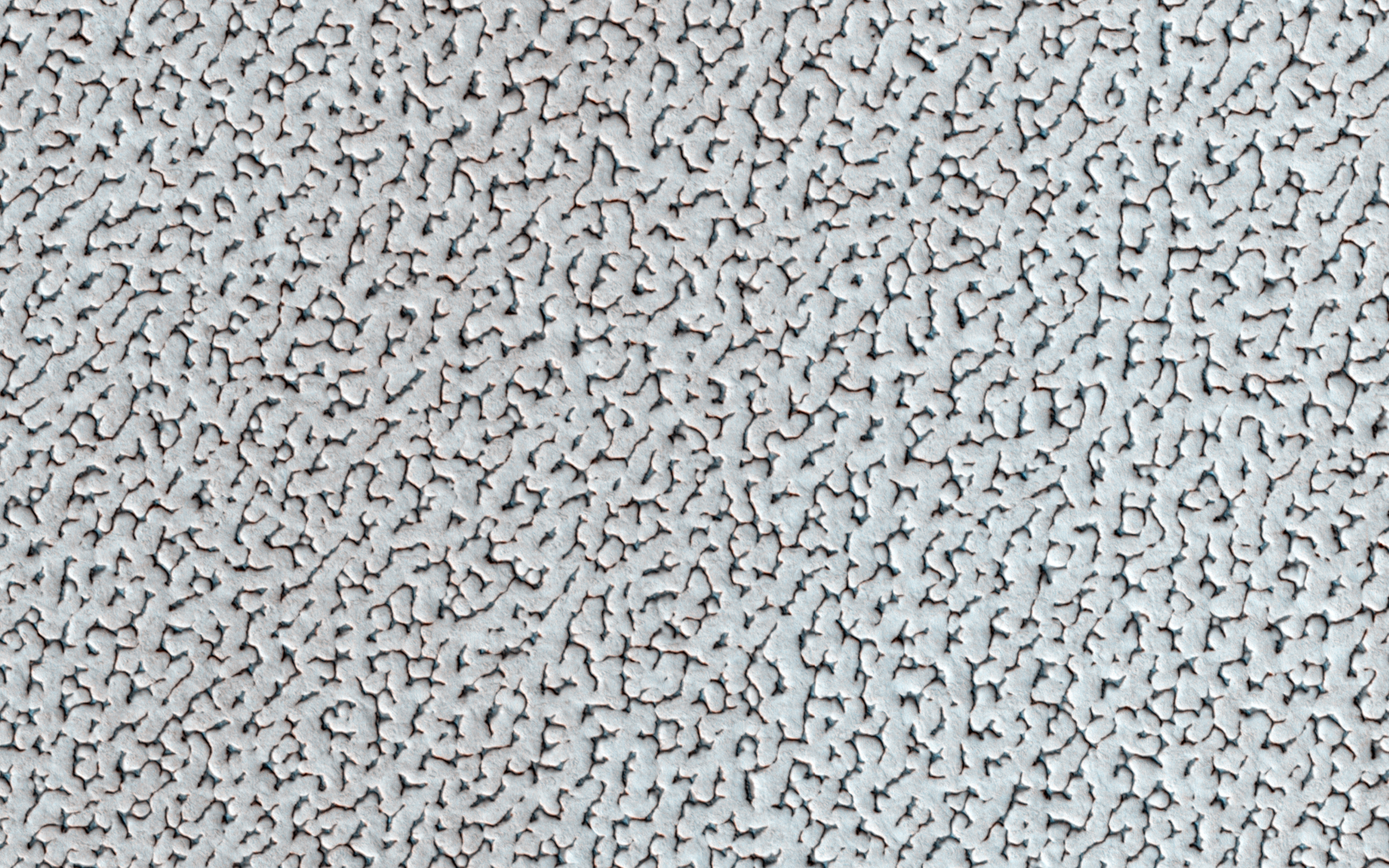
„Hüttenkäse“-Strukturen der Nordpolkappe

Auf dem Mars gibt es Jahreszeiten ähnlich denen auf der Erde, da der gegenwärtige Achsenneigungswinkel des Mars mit 25,19° dem der Erde mit 23,43° sehr nahe kommt. Jedoch sind aufgrund der stärker elliptischen Umlaufbahn des Mars die Jahreszeiten in seiner südlichen Hemisphäre viel deutlicher ausgeprägt als in der nördlichen.
Die nördliche Polkappe hat während des nördlichen Marssommers einen Durchmesser von rund 1100 Kilometern. Sie ist mehr oder weniger symmetrisch um die Polachse angeordnet und reicht im Winter bis zirka 65° nördlicher Breite herab. Ihr Eisvolumen beträgt 1,6 Millionen Kubikkilometer, was einer durchschnittlichen Gesamtdicke von 2 km entspricht. (Zum Vergleich hat das grönländische Inlandeis ein Gesamtvolumen von 2,85 Millionen Kubikkilometern.) Sie besteht etwa zur Hälfte aus Wassereis. Radarmessungen von Mars Reconnaissance Orbiter ergaben 0,821 Millionen Kubikkilometer Wassereis oder knapp 30 % des Grönland-Inlandeises.
Im Verlauf eines Nordhemisphärenwinters sammelt sich auf der nördlichen Polkappe die saisonale Eiskappe (englisch seasonal ice cap), eine nur relativ dünne Trockeneislage von 1,5 bis 2 Meter Mächtigkeit an, welche dann im Sommerhalbjahr wieder sublimiert. Ihre Masse wird von Kieffer u. a. (1992) mit 3,5 × 1015 Kilogramm angegeben. Diese Trockeneislage wird an ihrem Außenrand von einem Ring aus Wassereis umringt.
In jedem Marsjahr kondensiert in etwa ein Drittel der dünnen Marsatmosphäre zu Trockeneis. Dieser Vorgang konnte von Wissenschaftlern als winzige Änderungen im Schwerefeld des Mars nachgewiesen werden.
Die nördliche Polkappe liegt tiefer als die südliche. Ihr höchster Punkt mit − 1950 ± 50 Meter befindet sich in unmittelbarer Nähe des geographischen Nordpols. Ihre Mächtigkeit beträgt 2950 ± 200 Meter, da das umgebende Tiefland eine tiefe, zum Pol hin einfallende Depression darstellt und ein Niveau zwischen − 4800 Meter und − 5200 Meter einnimmt.
Die Temperaturen sind somit höher, so dass im Marssommer sämtliches Trockeneis wieder verschwindet. Zurück bleibt die so genannte residuelle Eiskappe (engl. Northern residual ice cap oder NRIC), die überwiegend aus Wassereis besteht. Ihre Mächtigkeit wird stellenweise mit bis zu 3 Kilometer veranschlagt. Im Gegensatz zu den Verhältnissen am Südpol werden die unterlagernden Schichtablagerungen nahezu vollständig von der residuellen Eiskappe überdeckt. Die Trockeneislage beginnt ihr Wachstum im Spätsommer bzw. im Frühherbst, wenn verschiedene Wolkenformationen die Polarregion verhüllen und Niederschlag bringen. Dieses Phänomen wird als Polarmütze (engl. polar hood) bezeichnet.
Charakteristisch für die Nordpolkappe sind die sie durchziehenden Spiralfurchen. Hochauflösende Aufnahmen von Mars Global Surveyor lassen erkennen, dass die nördliche Polkappe neben den großstrukturierten Spiralfurchen im Detail von Vertiefungen, Rissen, kleinen Wellen und Höckern übersät ist, welche insgesamt einen Hüttenkäse-Effekt hinterlassen. Im Vergleich zur südlichen Polkappe, die ebenfalls charakteristische Vertiefungen aufweist, sind diese Strukturen jedoch wesentlich enger angeordnet.

### Interner Aufbau

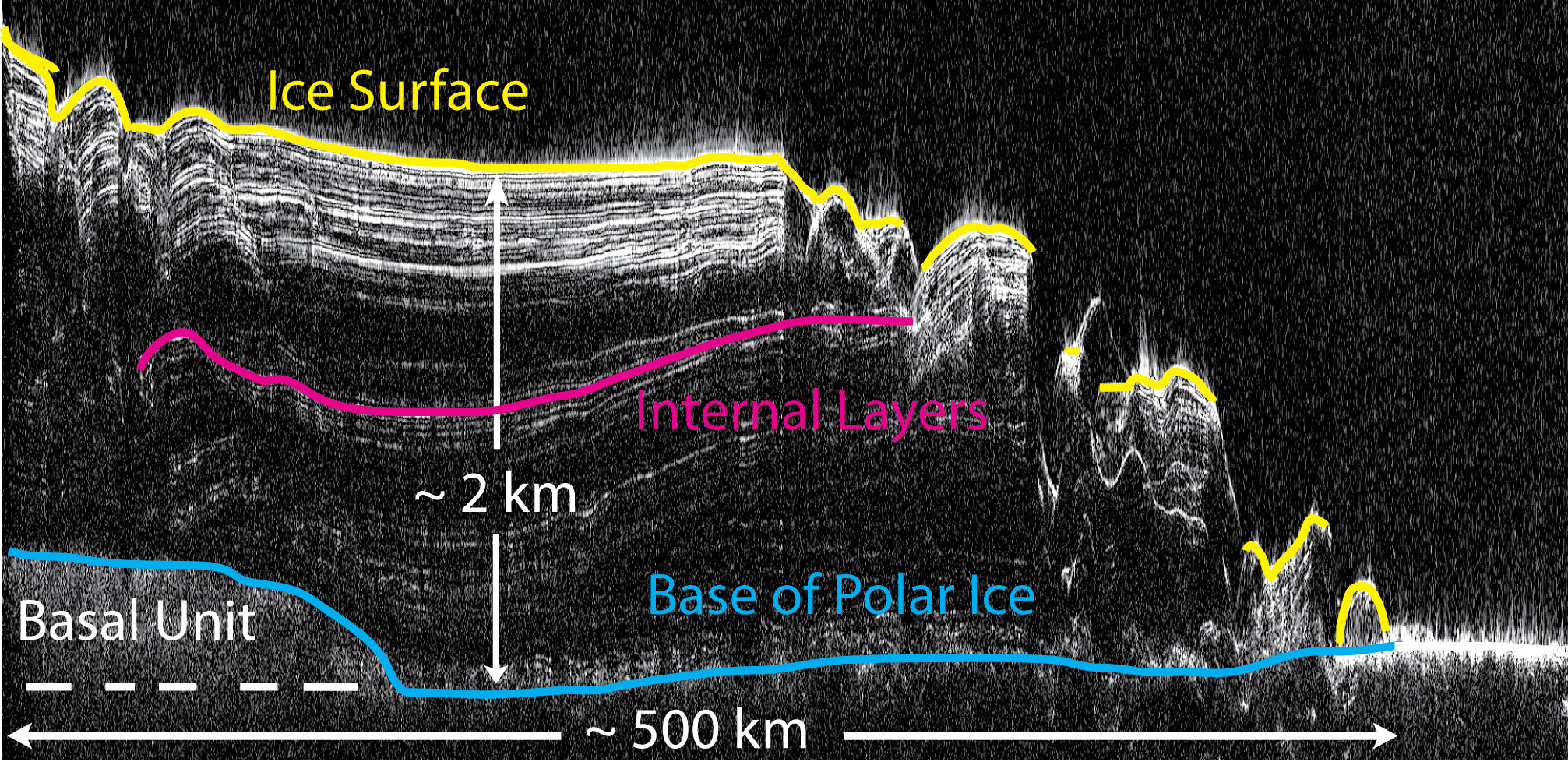
Radarsondierung der nördlichen Polkappe mittels SHARAD

Mithilfe der Radarsondierungen von SHARAD konnte ein guter Einblick in den internen Aufbau der im Durchschnitt 2000 Meter mächtigen Nordpolkappe gewonnen werden. Ihre Stratigraphie ist relativ homogen und lässt sich in vier Einheiten unterteilen (in der Abbildung als englisch internal layers zusammengefasst). Über die Basaleinheit BU (engl. Basal Unit) legt sich konform die 200 Meter mächtige Einheit A, die Unregelmäßigkeiten des Untergrunds nachzeichnet. Die überlagernde Einheit B zeigt starke Mächtigkeitsschwankungen und keilt seitlich aus. Darüber folgt die Einheit C, die den Hauptanteil der Eiskappe stellt. Auch sie zeigt Mächtigkeitsschwankungen, da sie sich in die unterliegende Einheit B eingesenkt hat. Ihre obersten Partien können von flachen Abschiebungen betroffen werden. Die abschließende 300 bis 500 Meter dicke Einheit D ist sehr reflektiv, insbesondere an ihrer unmittelbaren Oberfläche. Neben ebenfalls flachen Abschiebungen zeigt sie im Bereich der Spiralfurchen und am Eisrand einen sehr stark gestörten Aufbau. Einheit B, die nur unterhalb von Gemina Lingula (Eiszunge südlich von Chasma Boreale) anzutreffen ist, wird von Holt und Safaeinili (2009) als Überrest einer Paläoeiskappe gedeutet, die durch die Auflast der überlagernden Einheiten bedingt ins Kriechen kam und seitlich auswich. Diese seitlichen Ausweichbewegungen verursachten die Abschiebungen in den auflagernden Einheiten. Risse im Eis entstanden, die dann durch die abrasive Wirkung der Fallwinde zu den heutigen Chasmata erweitert wurden.

## Südliche Polkappe

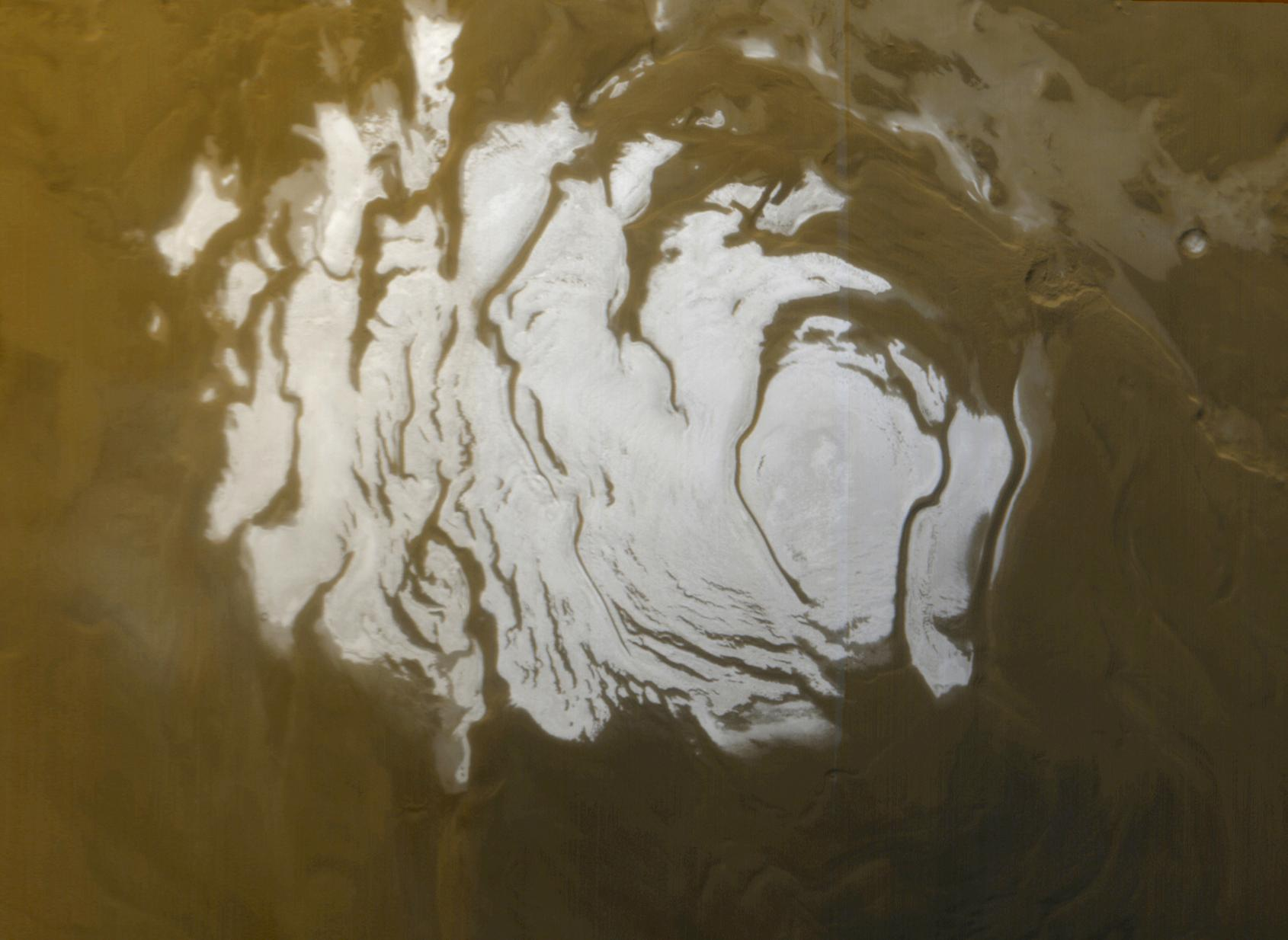
Die Südpolkappe des Mars, aufgenommen von Mars Global Surveyor am 17. April 2000

Die südliche Polkappe ist mit 400 km Durchmesser und einer durchschnittlichen Dicke von 1,5 km weit weniger ausgedehnt. Im Südwinter bedeckt sie die Südhalbkugel bis zu 50° südlicher Breite. Sie liegt höher als die nördliche Polkappe und ist somit auch kälter. Wie die nördliche Polkappe zeigt auch sie spiralförmige Einschnitte, deren Entstehungsweise bislang nicht restlos geklärt ist. Das Gesamtvolumen der südlichen Polkappe wird ebenfalls auf 1,6 Millionen Kubikkilometer geschätzt (davon 0,2 Millionen Kubikkilometer Wassereis), wobei jedoch die den Südpol umgürtenden Schichtablagerungen mit eingerechnet sind.
Genau wie bei der nördlichen Polkappe akkumulieren auch bei ihr im Verlauf des Südwinters 1,5 bis 2 Meter Trockeneis durch Niederschlag aus der Polarmütze, welche im Sommer weitestgehend wieder sublimieren. Insgesamt ist die saisonale Eiskappe des Südpols wesentlich inhomogener und auch poröser (mit einer Porosität von stellenweise bis zu 70 %). Wassereis tritt nur fleckenweise und lokal begrenzt auf.
Der südlichen Residualkappe (engl. Southern residual ice cap oder SRIC) lagert eine dauerhafte Trockeneislage von zirka 8 Meter Mächtigkeit auf. Im Vergleich zur nördlichen Polkappe ist die südliche Residualkappe exzentrisch nach 315° Länge angeordnet. Die frischen Jahresablagerungen sind aber sehr wohl über dem geographischen Südpol zentriert. Die Exzentrizität der Residualkappe lässt sich durch ein stationäres Tiefdrucksystem über dem Hellas-Becken erklären, welches mehr Niederschlag in Form von Schnee erhält. Die abgelegene Seite empfängt hingegen insgesamt weit weniger Schnee und ist außerdem kälter und stärker gefroren. Im Sommer reflektiert Schnee mehr Sonnenlicht und die Sublimation ist reduziert (unter den klimatischen Bedingungen des Mars schmilzt Schnee nicht, sondern verdampft). Gefrorene Oberflächen hingegen sind rauer und speichern die Sonnenstrahlung. Durch die stattfindende Erwärmung erhöht sich folglich die Sublimation.
Im Jahr 2004 konnte Mars Express mit seiner Radarsonde MARSIS eine Mächtigkeitsmessung der Eiskappe durchführen, die 3,7 Kilometer erbrachte. Seine OMEGA-Sonde konstatierte eine Dreiteilung der südlichen Polkappenregion:
- Die helle Polkappe (saisonale und residuelle Polkappe mit hoher Albedo) stellt ein Gemisch aus 85 % Trockeneis und 15 % Wassereis dar.[18]
- Die steilen Randabfälle der Schichtablagerungen bestehen fast nur aus Wassereis.
- Die umgebenden Ebenen gehören streng genommen nicht mehr zur Eiskappe, jedoch müssen sie aufgrund ihrer Zusammensetzung und ihres Permafrosts, der über eine Distanz von mehreren Zehnerkilometern aushält, sehr wohl hinzugerechnet werden.[19]

Wissenschaftler der NASA haben berechnet, dass bei vollständigem Abschmelzen der südlichen Polkappe die Oberfläche des Mars mit 11 Meter Wasser bedeckt werden würde. Ein Abschmelzen beider Polregionen inklusive Permafrostgebiete würde immerhin einen Anstieg von 35 Meter bewirken.

### Schweizer KäseundFingerabdruck-Terrain

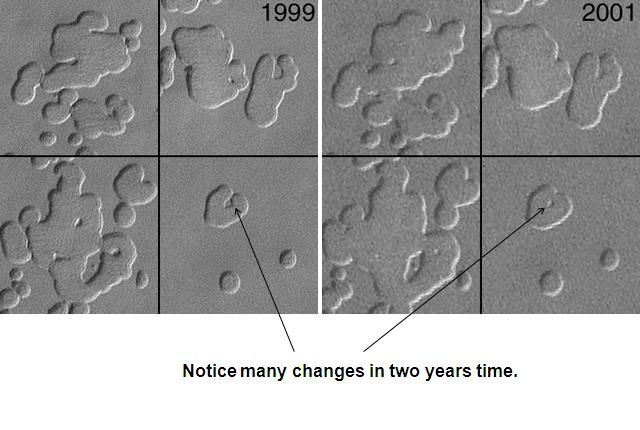
Veränderungen im Eis des Schweizer Käse im Zeitraum von 1999 bis 2001

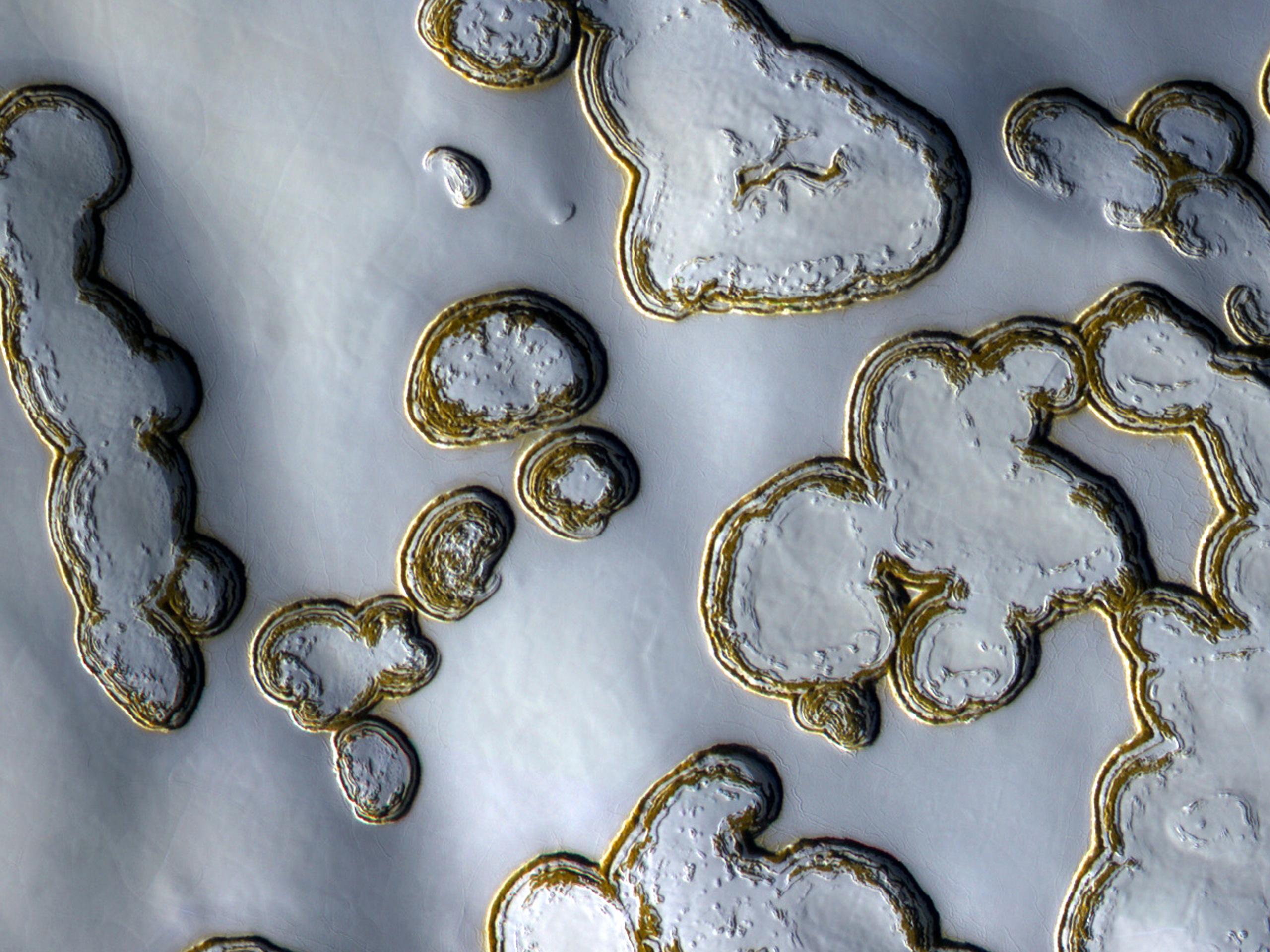
Trockeneislandschaft am Südpol im Spätsommer

So wie die platte, löchrige Oberfläche der nördlichen Eiskappe als Hüttenkäse beschrieben werden kann, so erwecken die wie herausgeätzt wirkenden, wesentlich größeren Löcher, Tröge und abgeflachten Mesas der südlichen Polkappe mehr den Eindruck eines Schweizer Käse (engl. Swiss cheese). Diese Struktur wurde 1973 zum ersten Mal von Sharp beschrieben. Aus den abgeflachten Mesas der obersten Lage wurden wiederum kreisförmige Vertiefungen herauserodiert. Ihre Entstehungsweise dürfte letztendlich aus einer Kombination von Ablation und Deflation beruhen. Aufnahmen der Mars-Orbiter-Kamera aus dem Jahr 2001 konnten beim Vergleich mit dem Jahr 1999 einen durchschnittlichen Rückzug der Trogwände um 3 Meter pro Marsjahr feststellen (die Rückzugsrate konnte stellenweise sogar bis zu 8 Meter betragen). Dies führte im Verlauf der Zeit zum Verschmelzen individueller Tröge und zum Verschwinden der Mesas. Die hohe Rückzugsrate der Trogwände wird mit dem tiefen Sonnenstand zu erklären versucht, der im Sommerhalbjahr ganztägig die Wände bestrahlt aber nicht den Trogboden. Das hierdurch freigewordene Staubsediment wird dann ausgeblasen.
Neben der typischen Geländeform des Schweizer Käse tritt an der Oberfläche der südlichen Residualkappe noch das Fingerabdruck-Terrain (engl. fingerprint terrain) auf. Dieses besteht aus einer Aneinanderreihung länglicher Rücken und dazwischenliegender Depressionen, deren Muster den Papillarleisten ähnelt.

### Geysire
Das jahreszeitlich bedingte Gefrieren der saisonalen Eiskappe am Südpol und ihrer umgebenden Regionen führt in Bodennähe zur Bildung dicker, transparenter Trockeneisplatten. Mit dem Beginn des Frühjahrs wird die oberste Bodenschicht von der Sonne erwärmt. Das CO2 in der auflagernden Trockeneisschicht sublimiert von unten. Durch diesen Vorgang baut sich Überdruck auf, der die Schicht anhebt und schließlich bersten lässt. Es resultieren somit geysir-artige Ausbrüche aus Kohlendioxid vermischt mit dunklem Basaltsand oder -staub. Der Sublimationsprozess kann innerhalb weniger Tage, Wochen oder Monate vor sich gehen – für geologische Dimensionen und insbesondere für Mars ein relativ kurzer Zeitraum. Das zum Aufbruchzentrum strömende Gas ziseliert in den Untergrund der Eisschicht radiale, spinnenartige Rillen.

## Sternförmige Kanäle

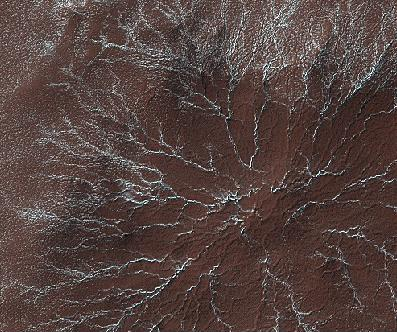
Spinnenartige Rillen in der Nähe des Südpols, die Struktur ist insgesamt 500 Meter breit und 1 Meter tief

Das strahlenförmig nach außen verlaufende Netzwerk von Kanälen läuft fiederartig aus. Die spinnennetzartigen Strukturen sind gewöhnlich 500 Meter breit und 1 Meter tief. Verursacht werden sie durch Gasaustritt, dem Staub beigemischt ist. Mit einsetzender Erwärmung im Frühjahr sammelt sich Gas unter durchsichtigem Eis. Beobachtbare Veränderungen an der Gestalt der sternförmigen Kanäle können sich binnen Tagen ereignen. Folgende Modellvorstellung bietet eine mögliche Erklärung für das beobachtete Phänomen: „Die Sonnenstrahlen erwärmen im Eis eingeschlossene Staubkörner. Diese schmelzen sich sodann bis zum Untergrund durch, wobei die zurückgelassenen Schmelzlöcher wieder verschweißen. Durch das Zubodensinken des Staubes wird das Eis aufgehellt. Die dunkle, staubangereicherte Bodenschicht erwärmt sich dann ebenfalls, so dass die darüberliegende Trockeneisschicht sublimiert und entstehendes Gas zu höhergelegenen Partien im Eis abströmt. Hierbei wird dunkler Staub mitgerissen. Oberflächenwinde verwehen das staubbeladene, freigewordene Gas und lagern die Sedimentfracht in dunklen, fächerartigen Strukturen wieder ab, welche von Satelliten aufgenommen werden konnten.“ Die physikalischen Ansätze dieser Modellvorstellung ähneln den Erklärungsversuchen der dunklen Ausbruchswolken an der Oberfläche Tritons.

## Schichtablagerungen

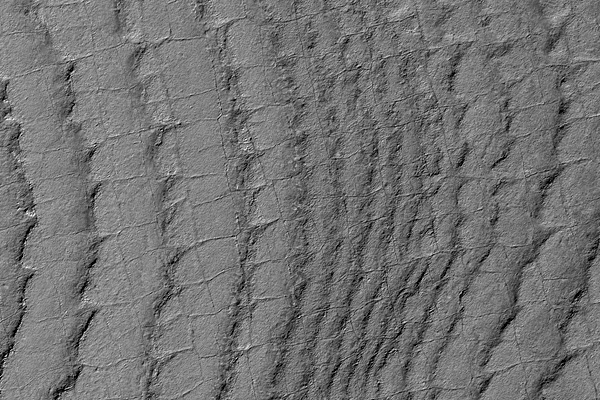
Schichtablagerungen am Südpol mit polygonalem Kluftsystem, aufgenommen von Mars Reconnaissance Orbiter

Beide residuellen Polkappen werden von mächtigen, areologisch sehr jungen Schichtablagerungen (engl. polar layered deposits oder PLD) unterlagert und eingesäumt, die durch den jahreszeitlich bedingten Zyklus Sublimation und Kondensation gebildet wurden und aus einer Wechsellagerung von Wassereis, silikatischen Staub (2 bis 10 Volumenprozent) und Trockeneis (minimal) bzw. Mischungen davon bestehen. Ihre Dichte wurde mit 1220 bis 1271 kg/m3 berechnet.
Die Schichten, die sich über hunderte von Kilometern verfolgen lassen, folgen weitestgehend den Konturen und liegen somit horizontal. Individuelle Schichtglieder lassen sich gut anhand ihrer unterschiedlichen Albedo auseinanderhalten. Die Albedowerte sind ihrerseits abhängig vom Verhältnis Staub zu Eis, von Korngrößenvariationen in den Staubablagerungen und von der Zusammensetzung des Staubes. Sie zeigen auch unterschiedliche Verfestigungsgrade, erkennbar an ihrer Anfälligkeit gegenüber der Erosion durch Wind, Sublimation und Kriechprozesse.
Die Schichtablagerungen der Nordpolkappe (NPLD) besitzen ein Volumen von 1,14 Millionen Kubikkilometer und die der Südpolkappe 1,6 Millionen Kubikkilometer. Die beiden zusammengenommen haben somit in etwa dasselbe Volumen wie der Eisschild Grönlands mit rund 2,6 Millionen Kubikkilometer.
Auch Diskordanzen können stellenweise beobachtet werden, oft im Zusammenhang mit Impaktstrukturen. Sie verweisen auf lokale Setzungs- und Fließerscheinungen in der Eiskappe. Erkennbar sind ferner bogenförmige Strukturen, die auf Fließbewegungen im Eis aufgrund steigender Auflast im Zentralteil der Polarkappe zurückführen sind.
Die Mächtigkeit der Schichtpakete variiert zwischen 10 und 50 Meter, Einzellagen können aber wesentlich dünner sein. Die Dicke der Einzellagen wird womöglich von Veränderungen des Achsenneigungswinkels gesteuert. Unter die neu gebildeten Eislagen sind Staublagen eingeschaltet, die von Staubstürmen stammen. Am Nordpol bilden die Schichtablagerungen das Planum Boreum – eine 3 Kilometer hohe Plateaufläche, deren Durchmesser 1000 Kilometer beträgt. Dessen Gegenstück am Südpol ist das Planum Australe mit vergleichbaren Abmessungen. Die rhythmische Wechsellagerung der beiden Plana aus Wassereis und Staub beruht auf Klimaveränderungen, die durch sich langsam ändernde Parameter der Marsbahn ausgelöst wurden (siehe auch Milanković-Zyklen). Für eine zukünftige Untersuchung des Paläoklimas auf dem Mars dürften diese Lagen überaus wertvolle Hinweise enthalten, in etwa vergleichbar mit dem Jahresringmuster der Bäume und den Eisbohrkernen auf der Erde.
An der südlichen Polkappe werden die Schichtablagerungen von dem großen, nach Osten verlaufenden Canyon Chasma Australe durchquert. Bei 90° Ost liegen die Ablagerungen über einer großen Senke, dem Prometheus-Becken.
Am Südpol lassen sich an den Schichtablagerungen oft weiträumige, polygonale Kluftsysteme erkennen. Es wird vermutet, dass die rechtwinkligen Klüfte auf zyklisches Ausdehnen und Zusammenziehen des unter der Oberfläche liegenden Wassereises zurückzuführen sind.

## Spiralfurchen

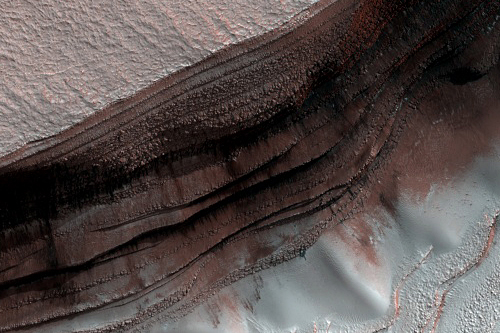
Chasma Boreale

Beide Polkappen werden von spiralartigen Gräben oder Furchen durchzogen (engl. spiral troughs), die an ihren Hängen und Seitenwänden die Schichtablagerungen freilegen. Das Spiralmuster dieser Furchen ist in der Nordpolkappe wesentlich symmetrischer angeordnet als in der Südpolkappe und zeigt eine antizyklonische Drehung im Uhrzeigersinn. Am Südpol herrschen entgegengesetzte Verhältnisse, hier dreht das Spiralmuster zyklonisch gegen den Uhrzeigersinn.
Der Ursprung der Spiralfurchen ist wahrscheinlich auf Ablation im Verband mit Windströmungsmustern zurückzuführen. Der Staubgehalt der Marsatmosphäre dürfte hierbei durch eine positive Rückkopplung eine entscheidende Rolle gespielt haben. Je mehr Staub vorhanden ist, umso dunkler wird die Oberfläche. Da dunkle Oberflächen aber mehr Licht absorbieren, erhöht sich notgedrungen die Sublimationsrate.
Es bestehen aber noch andere Theorien zur Erklärung der Spiralfurchen. Fisher (1993) sieht die Ursache in einer Kombination von asymmetrischen Fließbewegungen des Eises mit Ablation. Neuerdings werden die Spiralfurchen anhand der Radarsondierungen von SHARAD als das Ergebnis katabatischer, von der Coriolis-Kraft angetriebener Winde angesehen.
Eine extrem große Grabenfurche ist Chasma Boreale. Der 100 Kilometer breite Einschnitt durchquert nahezu die Hälfte der nördlichen Polkappe. Mit einer Tiefe von 2 Kilometer übertrifft er das Grand Canyon. In der Größendimension in etwa vergleichbar ist Chasma Australe an der südlichen Polkappe, das aber nicht im Kontakt mit dem Oberflächeneis steht. Begleitet wird sie von den etwas kleineren Promethei Chasma und Ultimum Chasma.

## Asymmetrie der Polkappen

### Asymmetrie im Wassergehalt
Der Wassereisgehalt der Nordpolkappe ist in etwa viermal so hoch wie am Südpol. Dafür verantwortlich dürfte der nicht unerhebliche Höhenunterschied der beiden Polkappen sein (der Bereich um den Südpol liegt im Mittel 6 km höher als der um den Nordpol). Dieser Höhenunterschied löst großräumige Differenzen in der atmosphärischen Zirkulation aus, welche im Endeffekt eine Verstärkung der Wasserdampfkonzentration im Nordpolbereich bewirken.

### Asymmetrie in der Oberflächenverteilung
Die Symmetriezentren der Polkappenoberflächen stimmen nicht mit der heutigen Rotationsachse des Mars überein. So ist das Symmetriezentrum der Nordpolkappe in etwa um 3° nach 0° Länge versetzt, das der Südpolkappe ist jedoch antipodal (in die entgegengesetzte Richtung) um fast 5° nach 170° Länge verschoben. Der topographisch höchste Punkt der Nordpolkappe mit − 2000 Meter befindet sich über dem Rotationspol, der der Südpolkappe mit + 3500 Meter ist wiederum exzentrisch und liegt bei 86–87° Breite und 0° Länge (Zum Vergleich: das Tiefland um den Nordpol nimmt – 5000 Meter ein, wohingegen das Vorland des Südpols immerhin Höhen von + 1000 bis + 1500 Meter erreicht). Die Gründe für die beobachteten Asymmetrien sind nicht eindeutig und es wurden verschiedene Erklärungsversuche vorgenommen (Polwandern, Änderung der Achsenneigung, Topographie der Auflagefläche). Womöglich bedeutet der antipodale Versatz nur die Aufzeichnung einer Paläoachsenlage. Die rheologisch sehr träge reagierenden Eiskappen dürften somit in ihrer exzentrischen Oberflächenkonfiguration der aktuellen Achsenposition deutlich hinterherhinken.

### Einfluss des Achsenneigungswinkels
Änderungen des Achsenneigungwinkels (und damit der Obliquität) haben einen sehr großen Einfluss auf die Ausdehnung der Polkappen. Bei maximalem Achsenneigungswinkel erhalten die Pole wesentlich mehr Sonnenstrahlung, da die Einstrahldauer zunimmt. Dies führt wiederum zu einer erhöhten Sublimationsrate.
Da Mars keinen stabilisierenden Mond wie die Erde besitzt (Phobos und Deimos sind zu klein, um einen nennenswerten Einfluss zu haben), verändert sich die Raumlage der Rotationsachse mit der Zeit in chaotischer Weise, d. h. Mars taumelt, wie entsprechende Simulationsrechnungen zeigen. Diese Änderungen wirken sich gravierend auf die großräumige atmosphärische Zirkulation aus und somit auch auf die Intensität globaler Staubstürme.

### Rückzug bzw. Verlagerung der Polkappen
Fishbaugh und Head (2000) plädieren für eine vormalige weit größere Ausdehnung der nördlichen Polkappen in Richtung Olympia Planitia (bis 78° nördlicher Breite und 180° Länge). Sie begründen dies mit typischen Eisrandstrukturen wie Kames und Toteiskesseln und der Anwesenheit eines Lobus von polaren Schichtablagerungen, jetzt verborgen unterhalb der linearen Dünenzüge der Olympia Undae. In diesem Fall wäre die Nordpolkappe sehr wohl symmetrisch um den heutigen Nordpol ausgerichtet gewesen. Die Gründe für den Rückzug der Eismassen auf die heutige Position liegen aber im Dunkeln.
Vergleichsweise interpretieren Head und Pratt (2001) am Südpol Strukturen wie Esker und Schmelzwasserläufe im Bereich der Dorsa-Argentea-Formation (auf 77° südlicher Breite und 320° Länge) sowie Einsturzlöcher über ehemaligen Gasansammlungen der Cavi Angusti und der Cavi Sisyphi als proglazial und implizieren somit eine wesentlich weitere Ausdehnung der Südpolkappe. Esker werden neuerdings sogar noch wesentlich weiter nördlich in Argyre Planitia (auf 55° Süd und 315° Länge) vermutet.

## Areologie

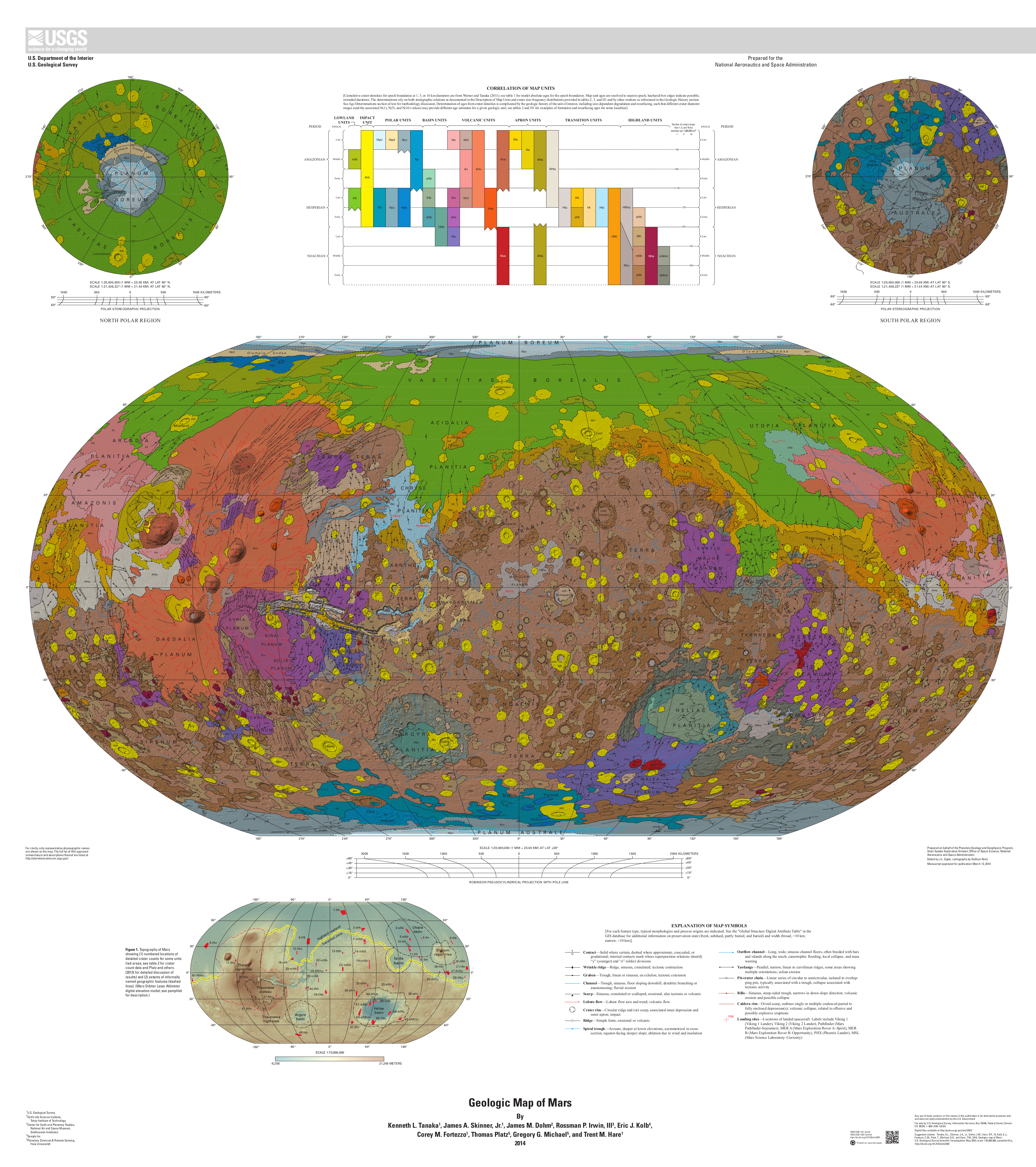
Areologische Karte des Mars, Nordpol oben links, Südpol oben rechts

Die Polkappen des Mars haben eine lange areologische Vergangenheit, die sich über 3,7 Milliarden Jahre bis ins frühe Hesperium zurückverfolgen lässt. In Bezug auf ihre Unterlage sind sie einander diametral entgegengesetzt – die nördliche Polkappe, die im Wesentlichen ab dem späten Amazonium vor rund 0,6 Milliarden Jahren gebildet wurde, liegt auf Tieflandssedimenten der Vastitas Borealis, wohingegen die südliche Polkappe sich über weitaus ältere Hochlandseinheiten des Noachiums (4,1 bis 3,7 Milliarden Jahre) erhebt.
Die nördliche Polkappe zeigt folgenden stratigraphischen Aufbau (von jung nach alt):
- Eiskappe lApc – spätes Amazonium
- Schichtablagerungan Apu – ausgehendes mittleres und spätes Amazonium
- hesperische Schichtablagerungen Hpu – Hesperium sowie zeitgleich
- raue hesperische Konstrukte Hpe – Hesperium.

- Die Dünen der Olympia Undae lApd – spätes Amazonium – umringen die Eiskappe zwischen 240° und 120° Länge und liegen auf den beiden Schichtablagerungseinheiten. Zwischen 310° und 270° Länge überlagern isolierte Dünenvorkommen die Tieflandsedimente lHl der Vastitas Boreale aus dem späten Hesperium.

Die südliche Polkappe lässt sich wie folgt gliedern:
- Eiskappe lApc
- Schichtablagerungen Apu
- polare Ebenenformation Ap – spätes Hesperium bis spätes Amazonium
- hesperische Ebenenformation Hp – Hesperium sowie zeitgleich
- raue hersperische Konstrukte Hpe.[38]

Dünenformationen fehlen an der südlichen Polkappe. Die Formationen Ap, Hp und Hpe finden sich vorwiegend zwischen 240° und 30° Länge. Die Schichtablagerungen Apu breiten sich bevorzugt nach 160° Länge aus.

### Alter der Eiskappen
Die polaren Eiskappen sind areologisch sehr jung. Stratigraphisch besitzen sie ein spätamazonisches Alter.  Relative Altersabschätzungen anhand von Kraterauszählungen erbrachten ursprünglich etwas weniger als hunderttausend Jahre für die Nordpolkappe und einige hunderttausend Jahre für die etwas ältere Südpolkappe. Spätere Untersuchungen revidierten diese Alter auf weniger als 10 Millionen Jahre für den Nordpol und auf 7 bis 15 Millionen Jahre für den Südpol.